# Kerala-Feldratte
Die Kerala-Feldratte oder Kerala-Ratte (Rattus ranjiniae) ist eine Säugetierart aus der Gattung der Ratten innerhalb der Nagetiere (Rodentia). Sie lebt ausschließlich in einigen verstreuten Gebieten im südwest-indischen Bundesstaat Kerala und wird als bedrohte Art eingestuft.

## Merkmale
Die Kerala-Ratte erreicht eine Kopf-Rumpf-Länge von 16,2 bis 26,1 Zentimetern und eine Schwanzlänge von 18,7 bis 23,2 Zentimetern. Damit ist sie eine mittelgroße bis große Art innerhalb der Ratten. Sie hat ein langes und weiches Fell mit weichen Fellstacheln. Das Rückenfell ist grau-braun und das Fell der Bauchseite weiß. Die Hinterfüße sind lang und schlank mit vergleichsweise langen Krallen, die Hinterfußlänge beträgt 44 bis 47 Millimeter. Die Ohren sind mit einer Ohrlänge von 18 bis 21 Millimeter vergleichsweise kurz und die Vibrissen sind lang. Der durchgehend dunkelbraune Schwanz erreicht etwa die gleiche Länge wie die Kopf-Rumpf-Länge und ist damit innerhalb der Gattung relativ kurz.
Der Schädel ist kompakt und erreicht eine Länge von 43 bis 53 Millimetern Er besitzt groß ausgebildete Paukenhöhlen. Die Schneidezahnfenster sind im Vergleich zu anderen Arten schmal und der knöcherne Gaumen ist kurz und reicht nicht bis hinter die dritten Molare des Oberkiefers.

## Verbreitung
Die Art lebt endemisch in mehreren voneinander getrennten Gebieten im Bundesstaat Kerala im Südwesten Indiens. Nachgewiesen ist sie bisher nur in den Distrikten  Thrissur, Alappuzha und Thiruvananthapuram.

## Lebensweise
Über die Lebensweise der Kerala-Ratte liegen nur sehr wenige Angaben vor. Sie lebt vor allem in meist landwirtschaftlich genutzten, feuchten bis nassen Flächen in Höhen bis zu maximal 1000 Metern. Sie ist nachtaktiv und lebt wie die meisten Ratten am Boden. Über die Ernährung und die Fortpflanzung liegen keine Informationen vor.

## Systematik
Die Kerala-Ratte wird als eigenständige Art innerhalb der Ratten (Gattung Rattus) betrachtet und wurde 1969 von V.C. Agrawal und D.K. Ghosal wissenschaftlich beschrieben. Die Position innerhalb der Ratten ist ungeklärt und es wird vorgeschlagen, dass die Art aufgrund spezifischer Merkmale in eine eigenständige Gattung eingeordnet werden könnte.
Innerhalb der Art werden keine Unterarten abgegrenzt.

## Gefährdung und Schutz
Die Kerala-Ratte ist nur von einigen Exemplaren wissenschaftlich bekannt und kommt in Kerala wahrscheinlich nur sehr verstreut in voneinander getrennten Gebieten vor. Sie wird von der International Union for Conservation of Nature and Natural Resources (IUCN) aufgrund des fragmentierten Verbreitungsgebietes und der als Lebensraum genutzten Fläche von weniger als 500 km2 als bedrohte Art („endangered“) eingestuft. Sie wird allerdings lokal auch als Nahrungsschädling betrachtet und entsprechend mit anderen Feldschädlingen bekämpft. Eine Bedrohung der Bestände besteht vor allem durch die Trockenlegung, Umwandlung und Bebauung von landwirtschaftlich genutzten Flächen in Siedlungsgebiete sowie durch den verstärkten Einsatz von Pestiziden und anderen Agrochemikalien. Zudem besteht eine zunehmende Konkurrenz zu der ebenfalls im Verbreitungsgebiet lebenden Hausratte (Rattus rattus wroughtoni).

## Belege
1. 1 2 3 4 5 6 7 8  C. Denys, P.J. Taylor, K.P. Aplin et al.: Ranjini's Rat Rattus ranjiniae. In: Don E. Wilson, T.E. Lacher, Jr., Russell A. Mittermeier (Hrsg.): Handbook of the Mammals of the World: Rodents 2. (HMW, Band 7) Lynx Edicions, Barcelona 2017, ISBN 978-84-16728-04-6, S. 832.
2. 1 2 3  V.C. Agrawal: Taxonomic studies on Indian Muridae and Hystricidae (Mammalia: Rodentia). Records of the Zoological survey of India 180, 2000; S. 81–82. (Volltext).
3. 1 2  Rattus ranjiniae. In: Don E. Wilson, DeeAnn M. Reeder (Hrsg.): Mammal Species of the World. A taxonomic and geographic Reference. 2 Bände. 3. Auflage. Johns Hopkins University Press, Baltimore MD 2005, ISBN 0-8018-8221-4.
4. 1 2  Rattus ranjiniae in der Roten Liste gefährdeter Arten der IUCN 2019. Eingestellt von: S. Molur, 2008. Abgerufen am 9. November 2019.